# Nepřítel v nás
Nepřítel v nás (v anglickém originále The Enemy Within) je v pátý díl první řady seriálu Star Trek. Byl vysílán poprvé 6. října 1966.

## Příběh
Výsadek lodi USS Enterprise provádí geologický výzkum na planetě Alfa 177. Jeden z techniků je poraněn při sesuvu magnetické horniny a následně se nechává transportovat na loď. Nikdo netuší, že transportér byl touto horninou poškozen, a když se transportuje i kapitán James Kirk, vznikne zároveň jeho druhé já. Na palubě Enterprise jsou najednou dva kapitáni a ukazuje se, že jde o rozdělení původního kapitána na čistě dobrou a čistě zlou polovinu. Když Scotty zjišťuje závadu na transportéru, hodný Kirk si uvědomuje, co se mohlo stát. Další potíží se ukazuje doba pro odstranění závady. Scotty nechce riskovat transportování člověka, a tak Sulu a zbytek výsadku musí zůstat na planetě, kde teplota v noci dosahuje až -120 °C. Zlý Kirk na lodi napadne svou mladou pobočnici v její kajutě a ještě zbije jednoho technika. Hodný Kirk se diví, když doktor McCoy prohlásí, že ten den už se choval divně na ošetřovně, když chtěl brandy. Zlý Kirk je ale z útoku na svou pobočnici zraněn v obličeji a lze jej tedy rozeznat.
Teplota na planetě klesá a Sulu s výsadkem se dostává do ohrožení života. Na Enterprise se ukazuje, že hodný Kirk má značné potíže s rozhodováním, protože vykonání dobrého rozhodnutí je zapotřebí zlé poloviny. Panu Spockovi je jasné, že ani jeden z nich nesmí zemřít a svým způsobem jsou pro loď nebezpeční oba. Hodný Kirk spolu se Spockem zajmou zlého Kirka. Při tom je však způsobeno další poškození transportéru a s výsadkem, který musí odolávat teplotě −70 °C, to nevypadá nadějně. Spock posléze objevuje možnost, jak scelit zpět obě poloviny kapitána. Rozhodnou se upravený transportér otestovat na zvířeti z Alfa 177. To transport a spojení hodné a zlé poloviny zpět nepřežije, ale Spock má teorii, že to neuneslo pouze z psychické stránky a člověk je schopen si s tím poradit. Proti tomu silně protestuje doktor McCoy. Spor Spocka a McCoye hodný kapitán nedokáže rozsoudit, protože už se nedokáže bez svého zlého já rozhodovat.
Zlému Kirkovi se daří znovu uprchnout. Tou dobou je na povrchu planety už −117 °C. Zlá polovina je dopadena na můstku, ale prosí o život a nechce se vrátit zpět. Po opětovném průchodu transportérem jsou obě poloviny zase sceleny v jednu a také se podaří dostat na Enterprise výsadek.